# بالگردگاه سیلورستون
بالگردگاه سیلورستون (به انگلیسی: Silverstone Heliport) یک فرودگاه همگانی است. این فرودگاه در کشور انگلستان قرار دارد و در ارتفاع ۱۵۳ متری از سطح دریا واقع شده است.